# اللجنة السورية المركزية
اللجنة السورية المركزية هي حركة سياسية علنية مركزها باريس. تأسست برعاية فرنسا وبرئاسة شكري غانم وجورج سمنة. كانت هذه اللجنة معارضة للوجود العثماني في سوريا الكبرى وهدفت إلى توحيد سوريا الكبرى وربطها بفرنسا بأي شكل من أشكال الإشراف أو الوصاية أو الانتداب.